# Bjørnå
Bjørnå est une localité du comté de Troms, en Norvège.

## Géographie
Administrativement, Bjørnå fait partie de la kommune de Harstad.